# 세토시역
세토시역(일본어: 瀬戸市駅, せとしえき)은 일본 아이치현 세토시에 있는 아이치 환상 철도선의 역이다. 역 번호는 21이다.

## 역 구조
고가역으로 상대식 승강장 2면 2선의 구조이다. 상하선에서는 승강장 유효 길이가 다르고, 개통 당초부터 있는 고조지 방면의 승강장은 10량 편성의 열차에도 대응하고 있지만, 오카자키 방향의 승강장은 4량 편성만 대응된다. 평일에 주오 본선과 직통하고 본 노선에 들어온 세토구치 행 열차는 과거 6 ~ 8량 편성으로 운행되던 시기가 있었고 뒤쪽의 차량에서 도어 컷을 하였다.
원래는 국철 오카다 선에서 세토 선이 분기하는 2면 4선의 역으로 계획되어 있었지만, 다지미역 방면 루트 구상의 좌절과 당시의 수요 예측에서 규모가 대폭 축소되었다. 개통 초기에는 단선 승강장 1면 1선으로 개통하고 승강장의 북쪽에 고조지 행, 남쪽에 오카자키 행이 정차하고 있다가 그 후, 2002년에 열린 세토시 ~ 고조지 역 구간의 복선화 공사와 함께 역사가 증축되어 오카자키 방향에 승강이 신설되었다.
종일 유인역이자 자동 개찰기나 배리어 프리 대응형 자동 매표기가 도입되었고 2013년까지는 개찰구 옆에 키요스크가 존재했다.

## 역 주변
역 주변은 주택지이다. 세토시 역과 메이테쓰 세토선의 신세토 역과 인접하여 서로 환승이 가능하다.
- 마고타 파출소
- 아이치 현 세토 보건소
- 세토 시 소방 본부
- 세토 시립 미즈미나미 초등학교
- Valer 신세토점
- 야마다 전기 세토점
- TSUTAYA 세토쿄에이도리점
- 씨닥스 세토 클럽
- 코나미 스포츠 클럽 세토점
- 시마무라 세토점
- 제일 생명 나고야 지점 세토 분실
- 아오야마 양복 세토점
- 아이치 도요타 모터 세토점
- 썬 드럭 세토점
- 세토 신용 금고 본점
- 세토 우체국
- 공립 도세이 병원
- 세토 한인 회관
- 주니치 신문 세토 지국
- 그레이 셀 웨딩
- 신세토 스테이션 호텔
- 히토쓰마쓰 여관
- 세토 시 도서관
- 세토 시 체육관
- 세토 시민 구장
- 세토 시민 공원
- 세토 시민 수영장
- 세토 시 역사 민속 자료관
- 세리머니 홀 세토 영빈관
- 메이테쓰 버스 신세토 역 버스 정류장
- 국도 제155호선
- 세토 가도(아이치 현도 61호 나고야세토 선・국도 제363호선)
- 케어 플라자 세토

## 역사
- 1988년 1월 31일: 아이치 환상 철도의 역으로서 신토요타 ~ 고조지 간 개통에 맞추어 영업 개시, 역 부지는 아이치 현립 세토 고등학교 전 교지였음.
- 2002년: 역사 개축, 오카자키 방향 승강장 신설.
- 2008년 9월 24일: 자동 개찰기 도입.

## 인접역
| 아이치 환상 철도 ■ 아이치 환상 철도선 | 아이치 환상 철도 ■ 아이치 환상 철도선 | 아이치 환상 철도 ■ 아이치 환상 철도선 |
| ------------------------------------- | ------------------------------------- | ------------------------------------- |
| 20 세토구치 오카자키 방면             |                                       | 나카미즈노 22 고조지 방면             |